# Бургсмюллер, Вильгельм
Вильге́льм Бургсмю́ллер (нем. Wilhelm Burgsmüller; 18 января 1932, Дортмунд, Вестфалия — 8 апреля 2025) — западногерманский футболист, играл на позиции защитника.

## Биография
В течение 14 сезонов Бургсмюллер играл за дортмундскую «Боруссию». В составе «шмелей» трижды становился чемпионом Германии в 1956, 1957 и 1963 годах. Всего за Боруссию сыграл 241 матч, но не забил ни одного гола.
Бургсмюллер работал главным тренером молодёжной команды и до конца жизни входил в совет старейшин дортмундской «Боруссии».
Скончался 8 апреля 2025 года в возрасте 93 лет.

## Достижения
«Боруссия» (Дортмунд)
- Чемпион Германии (3) : 1956, 1957, 1962/63